# Високе (гміна Віжайни)
Високе (пол. Wysokie) — село в Польщі, у гміні Віжайни Сувальського повіту Підляського воєводства.
Населення — 40 осіб (2011).
У 1975—1998 роках село належало до Сувальського воєводства.

## Демографія
Демографічна структура станом на 31 березня 2011 року:
|          | Загалом | Допрацездатний вік | Працездатний вік | Постпрацездатний вік |
| -------- | ------- | ------------------ | ---------------- | -------------------- |
| Чоловіки | 22      | 4                  | 16               | 2                    |
| Жінки    | 18      | 2                  | 12               | 4                    |
| Разом    | 40      | 6                  | 28               | 6                    |